# Schlacht bei Jemappes
1792

Porrentruy – Marquain – Quiévrain – Verdun – Thionville – Valmy – Lille – Mainz (1792) – Jemappes
1793

Aldenhoven I – Namur – Neerwinden – Mainz (1793) – Famars – Valenciennes (1793) – Arlon (1793) – Hondschoote – Meribel – Avesnes-le-Sec – Pirmasens – Toulon – Fontenay-le-Comte – Cholet – Lucon – Trouillas – Dünkirchen – Le Quesnoy – Menin I – Wattignies – Weißenburg I – Biesingen – Kaiserslautern I – Weißenburg II
1794

Boulou – Landrecis – Menin II – Mouscron – Martinique – Guadeloupe – Tourcoing – Tournai – Kaiserslautern II – San-Lorenzo de la Muga – 13. Prairial – Fleurus – Kaiserslautern III – Vosges – Aldenhoven II
1795

Cornwallis’ Rückzug – Genua – Groix – Hyeres – Handschuhsheim – Mainz (1795) – Mannheim – Loano
1796

Montenotte – Millesimo – Dego – Mondovì – Lodi – Borghetto – Castiglione – Mantua – Siegburg – Altenkirchen – Wetzlar – Kircheib – Kehl – Kalteiche – Friedberg  – Malsch – Neresheim – Sulzbach – Deining – Amberg – Würzburg – Neufundland – Rovereto – Bassano – Limburg – Biberach I – Emmendingen – Schliengen – Caldiero – Arcole – Irland
1797

Fall von Kehl – Rivoli (1797) – St. Vincent – Diersheim – Santa Cruz – Neuwied – Camperduin
Die Schlacht bei Jemappes fand am 6. November 1792 in der Gegend um die Ortschaft Jemappes (heute in Belgien) statt. Es kämpften die Franzosen unter Charles-François Dumouriez, die die Schlacht gewannen, gegen die Österreicher unter Herzog Albert von Sachsen-Teschen und Graf Clerfait.

## Vorgeschichte
Zwischen 25. September und 7. Oktober belagerte die kaiserliche Armee unter dem Herzog von Sachsen-Teschen mit unzureichenden Kräften erfolglos Lille und musste sich wieder zurückziehen. Der Herzog hatte mehrere Detachements entsenden müssen, die Division des Prinzen von Württemberg befand sich im Raum Tournai.
Französische Revolutionstruppen unter Dumouriez rückten von Valenciennes über Quarouble auf Mons vor um in die Österreichischen Niederlande einzufallen. Sein rechter Flügel wurde durch das Korps des General Valence, der linke durch das Korps La Bourdonnaye gedeckt. Der Vormarsch wurde in den letzten Tagen des Oktobers durch das Ende einer Regenperiode begünstigt. Die Österreicher waren um Mons konzentriert, wo bis zum Abend des 4. November die Truppen des aus Verdun heranmarschierenden Korps des Grafen Clerfayt als Verstärkung eintrafen.
Herzog Albert nahm  mit den ihm verbliebenen Truppen eine feste Höhenstellung bei Jemappes ein, um dort die versprochenen Verstärkungen abzuwarten. Nachdem die französische Avantgarde am 3. November zunächst bei Thulin und Boussu abgeschlagen werden konnte, wurden die Österreicher am folgenden Tag nach Quaregnon zurückgedrängt. Nach Besetzung von Saint-Ghislain setzte sich die Vorhut auf den Höhen vor Boussu fest. Die Hauptmacht der französischen Armee rückte über die Honelle und den Elouges heran während sich das Korps unter Valence noch rückwärtig befand und nicht an der Schlacht des folgenden Tages mitwirken konnte. Die französische Armee war mit etwa 40.000 Mann den 26.000 Österreichern zahlenmäßig weit überlegen.

## Verlauf

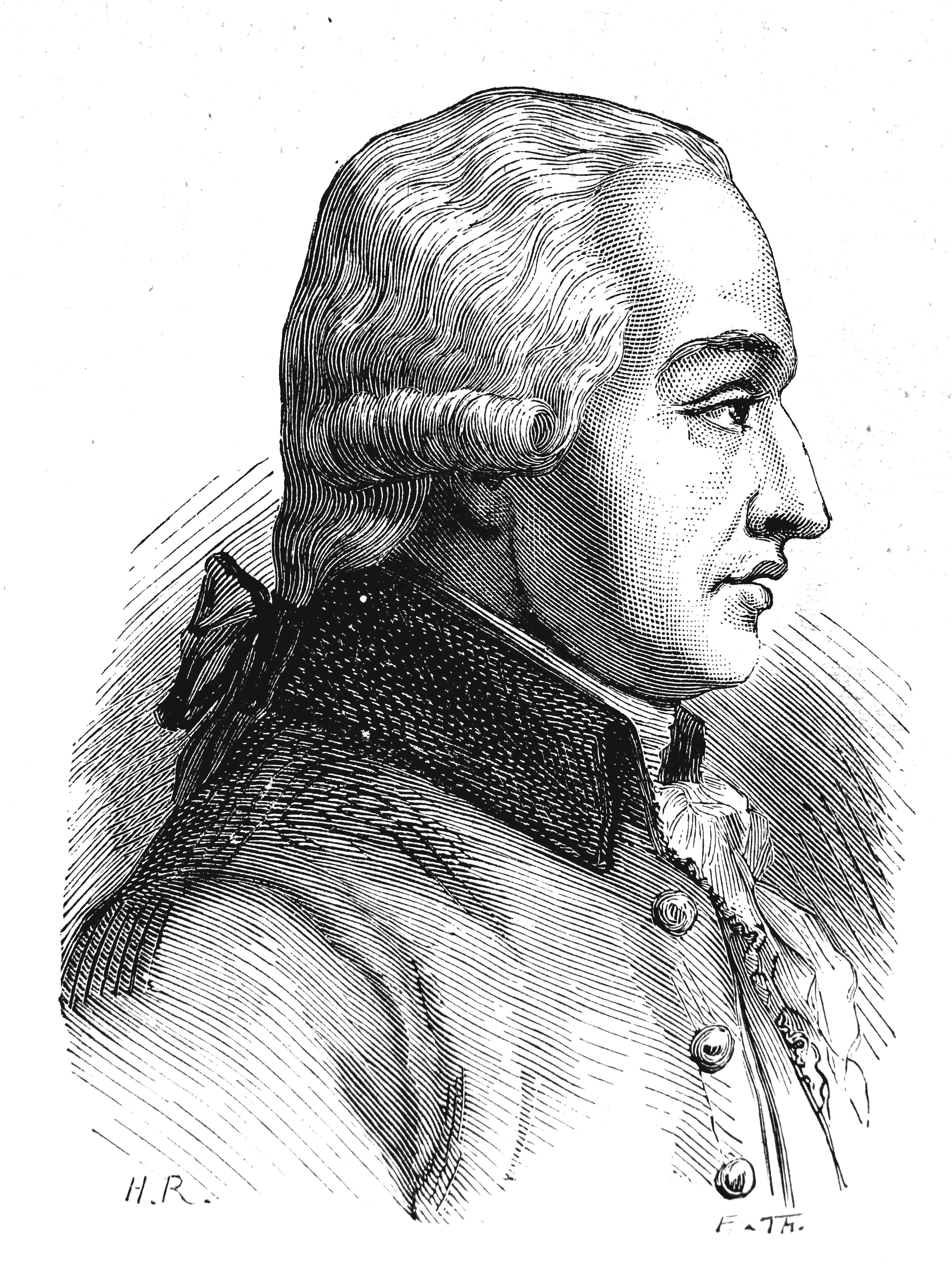
Charles de Croix, comte de Clerfait

Herzog Albert erwartete den Angriff in gut vorbereitete Stellungen, der rechte Flügel erstreckte sich von Jemappes, das stark verschanzt war, bis an die Haine. Die Höhen vor Jemappes und Cuesmes wurden von Truppen unter Graf de Clerfait gehalten. Der linke Flügel unter Feldmarschallleutnant Beaulieu stand auf den Höhen von Bertaimont und Cuesmes. Die Orte Wasmes und Guaregnon lagen vor der Front, leichte Truppen hielten das Dorf Siply besetzt.
Am Morgen des 6. November erfolgte der Angriff der Franzosen, nachdem sie sich gegenüber den Gegnern zwischen Siply, Frameries und Wasmes entwickelt hatten. Dumouriez' Infanterie enthielt als Kern dreizehn Bataillone Freiwillige von 1792, während die meisten der führenden Kommandeure entweder ehemalige königliche Soldaten oder Aristokraten waren. Das augenfälligste Beispiel hierfür war der Kommandant im Zentrum, das durch General Egalité, ehemals Herzog von Chartres besetzt war. Der rechte Flügel wurde von General Pierre de Riel, Marquis de Beurnonville und linke Flügel von General Jean Henri Becays Ferrand geführt. Die Truppen unter Beurnonville sollten den Angriff durch eine Kanonade gegen die feindlichen Stellungen auf Cuesmes eröffnen. Das Korps unter General d`Harville hatte nach Dumouriez' Planung den linken Flügel der Österreicher zu umgehen und die Höhen von Nimy gewinnen, anschließend den gegnerischen Rückzug von Mons nach Brüssel zu verhindern. General Ferrand sollte das verlorene Quaregnon wieder nehmen und den rechten Flügel des Gegners umfassen. Im Zentrum sollten die Truppen des Herzogs von Chartres Jemappes erst erstürmen, wenn sich der Erfolg an beiden Flügeln zeigte.
Der Kampf begann mit einer mehrere Stunden fortwährenden Kanonade, erst gegen 10.00 Uhr erfolgte das Vorgehen der französischen Infanterie. Während Dumouriez selbst den Angriff Ferrands gegen Quaregnon begleitete, stürmten die Brigaden Thouvenot und Drouet die feindlichen Redouten. Das Korps Beurnonville griff mit der Division Dampierre gegen die Höhen von Cuesmes an. Die Franzosen im Zentrum bemächtigten sich der Verschanzungen und der Anhöhe vor Jemappes, welches von Grenadieren unter den jungen Erzherzog Karl zäh verteidigt wurde. Herzog Albert warf vergeblich seine Reiterreserven in die Mitte und auf den linken Flügel der Schlachtlinie, um die Franzosen aufzuhalten. Gegen Mittag erreichen aber bereits die ersten französischen Kolonnen den rechten Flügel der Kaiserlichen und bedrohten deren Flanke. Nachdem die Truppen des Herzogs von Chartres das Dorf Jemappes erstürmte, war der französische Sieg entschieden, hier im Zentrum eingesetzt, war dabei der französische Brigadegeneral François Richer Drouet gefallen. General D´Harville hatte den Mont Panisel und die Höhen bei Nimy nicht wie geplant besetzt, dadurch konnte der geordnete Rückzug der Kaiserlichen nicht verhindert werden.

## Folgen

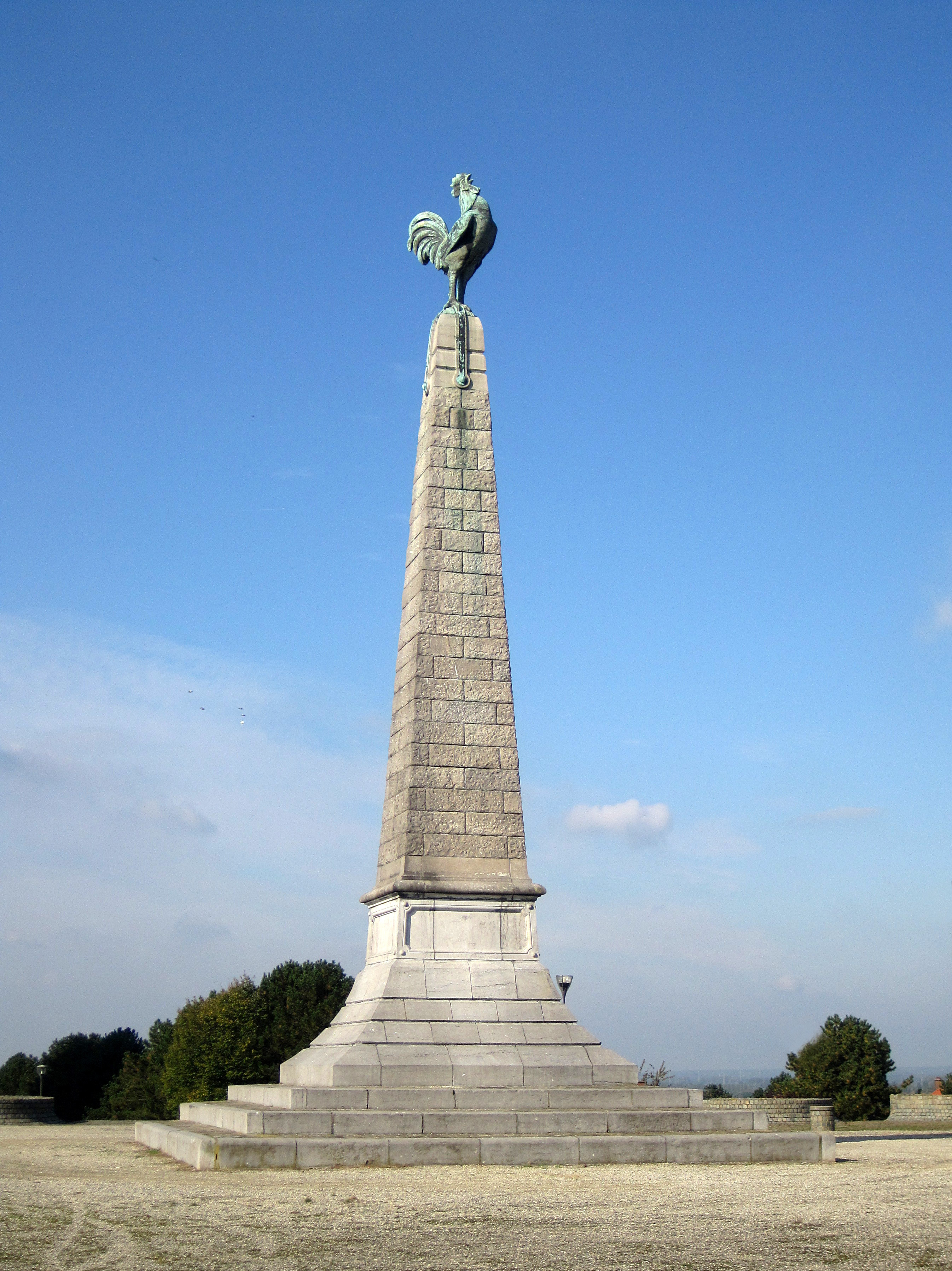
Das Denkmal der Schlacht zu Jemappes

Die Österreicher zogen sich mit einem Verlust von 7000 Mann und acht Kanonen über Mons zurück. Die Sieger hatten 4000 Mann eingebüßt.
Infolge der Schlacht gerieten die Österreichischen Niederlande vollständig unter Kontrolle Frankreichs, am 14. November fiel Brüssel. Auch wenn die Schlacht militärisch nicht von herausragender Bedeutung war, bewirkte sie damit die erste große Eroberung der jungen Republik und wurde von Jules Michelet als großer moralischer Erfolg gegen das alte Europa bezeichnet.
Das 1795 neugebildete Département de Jemappes wurde nach der Schlacht benannt.